# جوش لويس (لاعب اتحاد الرغبي)
جوش لويس (بالإنجليزية: Josh Lewis)‏ هو لاعب اتحاد الرغبي بريطاني، ولد في 22 مارس 1992 في Merthyr Tydfil ‏ في المملكة المتحدة.